# Дзита (буква древнепермского алфавита)
Дзита (𐍘, коми дзита, также зита) — девятая буква древнепермского алфавита, использовавшегося для записи языка коми и в качестве тайнописи старорусского языка.

## Использование
Буква 𐍘 обозначала звук [d͡zʲ], что соответствует кириллической букве Ԇ ԇ в алфавите Молодцова и диграфу Дз дз в современном алфавите. В русских тайнописных текстах не использовалась.
Также использовалась для обозначения числа 9 (иногда в сочетании с титлом, аналогично кириллической системе счисления).

## Название
В списках встречается единственный вариант названия — зита. В. И. Лыткин полагает, что первоначальным названием буквы было дзита. Слово дзита в языке коми не имеет значения.
В некоторых списках буква вовсе отсутствует.

## Начертание
Происхождение буквы, предположительно, связано с русской буквой ꙅ и, через неё, с греческой буквой ζ, или же с пасами.

## Кодировка
Буква была закодирована в блоке Юникода «Древнепермское письмо» (англ. Old Permic) в версии 7.0, вышедшей 16 июня 2014 года, под кодом U+10358.